# Bučovice - zámek
Bučovice - zámek este o arie protejată (arie specială de conservare — SAC, sit de importanță comunitară — SCI) din Republica Cehă întinsă pe o suprafață de 0,32 ha, integral pe uscat.

## Localizare
Centrul sitului Bučovice - zámek este situat la coordonatele 49°08′57″N 17°00′04″E / 49.149167°N 17.001111°E.

## Înființare
Situl Bučovice - zámek a fost declarat sit de importanță comunitară în aprilie 2005 pentru a proteja 1 specie de animale. Situl a fost protejat și ca arie specială de conservare în martie 2015.

## Biodiversitate
Situată în ecoregiunea panonică, aria protejată nu include niciun habitat protejat.
La baza desemnării sitului se află o specie protejată de  mamifere: liliac comun (Myotis myotis).